# Linda Gottfredson

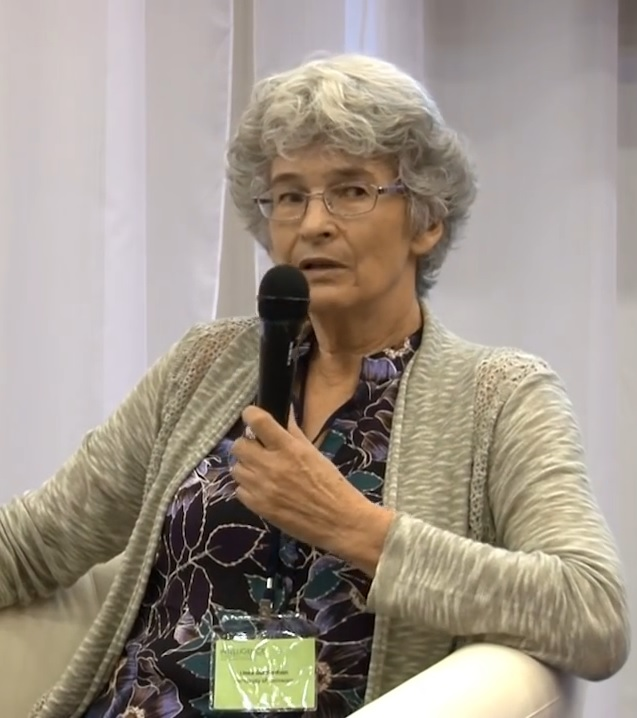
Linda Gottfredson, 2016

Linda Susanne Gottfredson (* 24. Juni 1947 in San Francisco) ist eine US-amerikanische Psychologin und Intelligenzforscherin.
Gottfredson ist Professorin an der University of Delaware und Ko-Direktorin des Delaware-Johns Hopkins Project for the Study of Intelligence and Society. Sie ist Mitglied der International Society for the Study of Individual Differences (ISSID) und der International Society for Intelligence Research (ISIR). Gottfredson erhält Forschungsgelder vom Pioneer Fund.
Sie schrieb 1994 den vielbeachteten Aufsatz „Mainstream Science on Intelligence“, der von 51 weiteren Intelligenzforschern unterzeichnet wurde, darunter Raymond Cattell, Hans Eysenck, Garrett Hardin, Alan S. Kaufman, Nadeen L. Kaufman, Paul E. Meehl, Robert Plomin.

## Wissenschaftliche Arbeit
Gottfredson beschäftigte sich mit dem Forschungsgebiet Intelligenz.
Sie vertritt die folgenden Thesen:
1. Es gebe einen Generalfaktor der Intelligenz, der sich mit Intelligenztests messen lasse. Dieser G-Faktor beeinflusse den schulischen, beruflichen und sozialen Erfolg.
2. Intelligenz sei in der Gesellschaft normalverteilt, d. h., es gäbe eine Glockenkurve bzgl. Intelligenzverteilung.
3. Verschiedene „Großrassen“ seien verschieden intelligent.
4. Unterschiede in der Intelligenz seien zum großen Teil genetisch bedingt.
5. Ernährung beeinflusse die Intelligenz.